# 克羅申卡河
克羅申卡河（羅馬化：Kroshenka）是烏克蘭中部日托米爾州日托米爾區的河流，發源自韋雷瑟和哈德津卡之間，河道全長10公里。為利索瓦-卡姆揚卡河的左支流。
50°17′50.72″N 28°36′56.24″E / 50.2974222°N 28.6156222°E